# Лион (окръг, Минесота)
Окръг Лион (на английски: Lyon County) е окръг в щата Минесота, Съединени американски щати. Площта му е 1867 km², а населението - 25 425 души (2000). Административен център е град Маршал.